# Pieter Huybrechts
Pieter Huybrechts (Antwerpen, 1 juni 1956) is een Belgisch politicus van Vlaams Belang.

## Levensloop
Pieter Huybrechts behaalde in 1984 een graduaat in de topografie aan de Stedelijke Nijverheidsschool in Antwerpen. Hij werkte als topograaf en was van 1989 tot 1992 actief als bedrijfsleider.
Hij is de broer van Mieke Huybrechts, ex-vrouw van Jan Jambon, boegbeeld van N-VA en voormalig minister-president van de Vlaamse Regering, en was gehuwd met Greet Dillen, de dochter van Karel Dillen, medeoprichter van Vlaams Blok. Huybrechts was lid van de verboden paramilitaire organisatie Vlaamse Militanten Orde.. Als student was hij eveneens actief in het Katholiek Vlaams Hoogstudentenverbond, tot hij in 1976 overstapte naar de Nationalistische Studentenvereniging (NSV).
In 1985 werd Huybrechts politiek actief voor het toenmalige Vlaams Blok. Aanvankelijk was hij persverantwoordelijke van de partijafdeling in Grobbendonk, waarna hij van 1992 tot 1995 voorzitter van de Vlaams Blok-afdeling van het arrondissement Turnhout was. Ook was hij van 1992 tot 1995 parlementair secretaris van Gerolf Annemans, Vlaams Blok-fractieleider in de Kamer van volksvertegenwoordigers. Later werd hij regioverantwoordelijke voor het Vlaams Blok/Vlaams Belang in de Zuiderkempen, tot hij in 2010 ontslag nam uit deze functie.
Bij de eerste rechtstreekse verkiezingen voor het Vlaams Parlement van 21 mei 1995 werd hij verkozen in de kieskring Mechelen-Turnhout. Ook na de volgende Vlaamse verkiezingen van 13 juni 1999, van 13 juni 2004 en van 7 juni 2009 bleef hij Vlaams volksvertegenwoordiger tot juni 2014. Bij de verkiezingen van 25 mei 2014 kwam hij niet meer op. Sinds 30 juni 2014 mag hij zich ere-Vlaams volksvertegenwoordiger noemen. Die eretitel werd hem toegekend door het Bureau (dagelijks bestuur) van het Vlaams Parlement. Als Vlaams Parlementslid hield Huybrechts zich voornamelijk bezig met ruimtelijke ordening en openbaar vervoer. Hij zetelde van 1995 tot 1999 in de commissies Ruimtelijke Ordening, Openbare Werken en Vervoer en van 1995 tot 2004 in de commissie Onderwijs, Vorming en Wetenschapsbeleid. Daarnaast was hij van 1999 tot 2004 en van 2007 tot 2009 secretaris en van 2004 tot 2007 vast lid van de commissie Openbare Werken, Mobiliteit en Energie, van 2004 tot 2009 vast lid van de commissie Leefmilieu en Natuur, Landbouw, Visserij en Plattelandsbeleid en Ruimtelijke Ordening en Onroerend Erfgoed en van 2009 tot 2014 vast lid van de commissies Mobiliteit en Openbare Werken en Leefmilieu, Natuur, Ruimtelijke Ordening en Onroerend Erfgoed.
Huybrechts werd eveneens uitgever van het blad  't is mijn huis, blijf eraf waarin hij eigenaars van weekendhuisjes verdedigde.